# Emilio Zeballos
Emilio Zeballos (Montevideo, 5 de agosto de 1992) é um ex-futebolista uruguaio que atuava como lateral-direito.

## Carreira

### Defensor Sporting
Sua estréia pelo profissional foi em 25 de agosto de 2012 no Estadio Luis Franzini, jogou como titular contra o Nacional num empate em 2 a 2.  Em 14 de outubro, ele marcou seu primeiro gol como jogador profissional foi contra o Racing e graças ao seu objetivo ganhou o jogo para o Defensor que terminou em segundo no torneio Apertura, apenas atrás de Peñarol.  Seu primeiro jogo nternacional, foi em 24 de janeiro de 2013 contra o Olimpia que foi classificado para a fase de grupos do Copa Libertadores, empatou em 0-0 no primeiro jogo, mas perdeu o jogo de volta por 2-0. No torneio Clausura, Emilio manteve a propriedade. Defensor terminou em primeiro lugar no torneio, a final contra o Peñarol definiria o campeão do campeonato uruguaio, foi disputada em 4 de junho no Estadio Centenario, mas perdeu por 3-1 com um hat-trick de Antonio Pacheco. Zeballos terminou a temporada 2012-13 com 32 jogos jogados com 90 minutos cada, cerca de 33 jogos jogados. A temporada 2013-14 foi irregular para Emilio, uma vez que embora cada jogo que ele jogou os 90 minutos jogados, foi Presente em 24 das 42 partidas que participou, alterou a posição com Pablo Pintos e Ramón Arias. Naquela temporada o Defensor Sporting conquistou o terceiro lugar na Copa Libertadores da América de 2014, competição em que marcou seu primeiro gol internacional em 21 de março contra o Cruzeiro. Defensor terminou o torneio Apertura em décimo segundo lugar e o Clausura em nono.  Ele começou o torneio Apertura 2014 sem ser relacionado, num empate em 0-0 contra o Nacional na primeira rodada. E no resto do campeonato, ele jogou como titular e terminou o Apertura jogando 10 de 15 jogos, Defensor terminou em sexto. No Torneo Clausura para 2015 foi indiscutível o arranque, como ele jogou 15 partidas com 90 minutos cada ele marcou um gol em 22 de fevereiro de 2015 na vitória sobre Rentistas por 6-2, terminou em quarto lugar. Na tabela anual foram o quinto assim que se qualificaram para a Copa Sul-Americana de 2015. Ele jogou seu jogo número 100 pelo clube em 20 de novembro, ele enfrentou o El Tanque Sisley e ele jogou os 90 minutos e o placar foi um empate em 2-2.

### Chapecoense
Foi emprestado a Chapecoense para ser um dos jogadores que farão parte da reestruturação do clube em 2017 após o acidente.

## Títulos
Chapecoense
- Campeonato Catarinense: 2017